# Sant'Agata li Battiati
Sant'Agata li Battiati es una localidad italiana de la provincia de Catania , región de Sicilia, con 9.618 habitantes.

Ubicación de la ciudad de Sant'Agata li Battiati dentro de la provincia de Catania.

## Evolución demográfica
| Gráfica de evolución demográfica de Sant'Agata li Battiati entre 1861 y 2001 |
|                                                                              |
| Fuente ISTAT - elaboración gráfica de Wikipedia                              |